# Борис Алексовски
Борис Алексовски с псевдоним Карче (на македонска литературна норма: Борис Алексовски - Карче) е югославски партизанин, участник в комунистическата съпротива във Вардарска Македония.

## Биография
Роден е на 10 октомври 1918 година в Кичево. През 1938 година става член на СКМЮ, а от октомври 1941 година и на ЮКП. Между октомври 1941 и март 1943 е секретар на Местния комитет на ЮКП за Кичево. По същото време от септември 1942 до март 1943 е член на Окръжния комитет на ЮКП за Тетово. От април до август 1943 е член на Първия областен комитет. От 11 ноември 1943 до 1944 е политически комисар на батальон в рамките Първа македонско-косовска ударна бригада и заместник-политически комисар на Първа оперативна зона на НОВ и ПОМ. През октомври 1944 година е кооптиран за член на АСНОМ. След Втората световна война заема различни длъжности като председател на Републиканското събрание на Социалистическа република Македония (1950). В периода 1959-1970 година е председател на Главния комитет на СЗБ от НОБ на Македония. Членува в ЦК на МКП. Пратеник е в Републиканското и Съюзно събрание на СФРЮ. Носител на Партизански възпоменателен медал 1941 година.